# 布扎基
51°38′11″N 24°49′36″E / 51.63639°N 24.82667°E
布扎基（烏克蘭語：Бузаки），是烏克蘭西北部的村莊，隸屬沃倫州的卡明-卡希爾斯基區。該村始建於1768年，面積2.98平方公里，海拔高度156米，人口1,000，人口密度每平方公里357.24人。